# Liste der Monuments historiques in Plabennec
Die Liste der Monuments historiques in Plabennec führt die Monuments historiques in der französischen Gemeinde Plabennec auf.

## Liste der Bauwerke
| Bezeichnung                         | Beschreibung | Standort | Kennzeichnung | Schutzstatus | Datum | Bild           |
| ----------------------------------- | ------------ | -------- | ------------- | ------------ | ----- | -------------- |
| Motte féodale et camp de Lesquellen |              | (Lage)   | PA00090164    | Classé       | 1978  | weitere Bilder |

## Liste der Objekte
- Monuments historiques (Objekte) in Plabennec in der Base Palissy des französischen Kultusministeriums